# Jeanne-Flore Dété
Pour les articles homonymes, voir Dété.
Jeanne-Flore Dété, née le 13 juillet 1888 à Paris 14e et morte le 9 décembre 1932 à Paris 10e, est une graveuse sur bois française.
Elle avait épousé Manoel Gahisto.

## Biographie
Jeanne-Flore Dété naît le 13 juillet 1888 dans le 14e arrondissement de Paris. Elle est l'une des deux filles et l'élève du graveur sur bois Eugène Dété et d'Anette Schmachtens. Elle devient sociétaire du Salon des artistes français et y obtient une mention honorable en 1907.

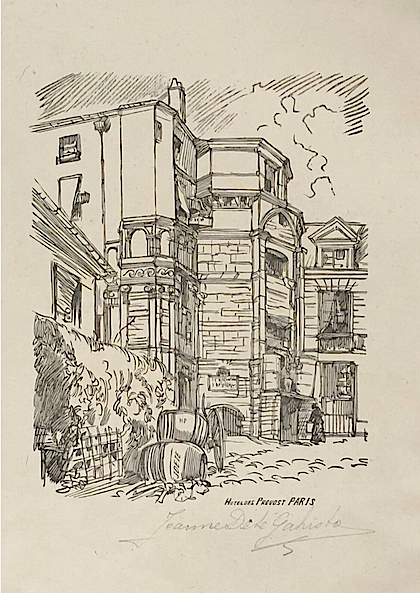
Hôtel des Prévôts, Paris, gravure sur bois, sans date.

Dès 1905, elle se produit comme « diseuse » de nombreux poèmes en public, activité qu'elle poursuit jusque dans les années 1920.
Elle épouse le 7 mai 1910 Paul-Tristan Coolen, dit Pierre-Manoël Gahisto (1878-1948), traducteur du portugais et ami de René Maran et Philéas Lebesgue,.
En décembre 1909, elle fait partie de la Confédération générale des travailleurs de l'art, des ouvriers de la pensée et des poètes de la vie, dont l'organe de presse est Les Loups, journal d'action d'art, fondé par Anatole Belval-Delahaye, et qui regroupe une trentaine de personnalités, dont son père et son époux, Lucien Jonas, Jehan Rictus, Han Ryner, etc. Ce périodique disparaît en 1924.
Elle illustre Les Actes des poètes, revue idéaliste d'action d'art, reprise et éditée par Eugène Figuière, à partir de 1910.
En 1916, paraissent chez Georges Crès, les Pensées de Blaise Pascal, illustrées de ses bois d'après Maurice de Becque.
En mars 1926, elle rappelle aux lecteurs de Comœdia le souvenir d'Émile Goudeau, Henri Paillard, Henri Béraldi et de son père, tous autrefois amis.
En juin 1930, elle fait partie de la Société des amis de Léon Deubel.
Jeanne-Flore Dété meurt le 9 décembre 1932 à l'hôpital Lariboisière dans le 10e arrondissement de Paris.